# Aganoptila
Aganoptila là một chi bướm đêm thuộc họ Cosmopterigidae.